# Anna Sobecka (dziennikarka)
Anna Sobecka-Waśkiewicz (ur. 2 kwietnia 1948 w Mościsze, powiat sokólski) – dziennikarka i publicystka. Tłumaczka literatury białoruskiej, przede wszystkim prozy i literatury faktu.

## Życiorys
Absolwentka Uniwersytetu Warszawskiego (1972); bibliotekoznawstwa i informacji naukowej. 
W radiu  pracuje od 1971, początkowo w Zielonej Górze, od 1982 w Gdańsku (w Radiu Gdańsk). Dziennikarka i publicystka zajmująca się problematyką kulturalną, artystyczną, społeczną i literacką. Przygotowuje audycje o różnej tematyce, jak np. Radiowa Antologia Pisarzy Wybrzeża, Radiowy Exlibris, Kalejdoskop (magazyn mniejszości narodowych), Rodowody Pomorskie, Pasje (portrety niebanalnych osób), Mandragora (jako współredaktorka), relacje i reportaże z wydarzeń kulturalnych.  Współpracuje z programem II Polskiego Radia w Warszawie (m.in.: magazyny kulturalne: Rezonans, Wiadomości Kulturalne, Zagadki literackie, a także Pisarze o muzyce). Za pracę na antenie radiowej otrzymała „Bursztynowy Mikrofon”. Stypendystka Miasta Gdańska w dziedzinie kultury.. W 1997 otrzymała Nagrodę Miasta Gdańska w Dziedzinie Kultury „Splendor Gedanensis”.
W latach 1976–1982 była w Stowarzyszeniu Dziennikarzy Polskich, od 1982 należy do Stowarzyszenia Dziennikarzy Rzeczypospolitej Polskiej.
Była żoną poety Andrzeja Krzysztofa Waśkiewicza.